# 혼성 궤도
혼성 오비탈(混成─)은 화학에서 화학 결합을 정성적으로 설명하기 쉽게 하기 위해 두 개 이상의 원자 오비탈을 섞어 만들어진 것으로 모양이나 방향성이 원래의 오비탈과는 전혀 다른 새로운 오비탈이다. 혼성 오비탈은 분자의 결합을 설명하는 데 아주 유용하다. 하지만, 원자가껍질 전자쌍 반발(VSEPR) 이론과 달리 분자의 모양을 예측하는 이론은 아니다.(분자 구조는 전자간의 상호작용과 연관이 있기 때문이다.) 혼성 오비탈은 원자가 결합 이론이 더 확장된 이론이기도 하다. 가끔 혼성 오비탈을 원자가껍질 전자쌍 반발 이론과 같이 배우기도 하지만, 두 모델은 전혀 연관되어 있지 않음에 유의해야 한다.

## 도입
혼성 이론은 화학자 라이너스 폴링이 메테인 (CH4)과 같은 분자의 구조를 설명하려 하면서 처음 도입되었다. 역사적으로, 이 개념은 처음엔 간단한 화학적 계에 대한 이론이었지만, 점점 이 접근법이 넓게 응용되어 지금은 유기 화합물의 구조를 설명하는 데 매우 효과적인 이론이 되었다.
혼성 이론은 분자 오비탈 이론처럼 정량적인 계산을 위해선 별로 쓸모있지 않다. 또한, 배위화학이나 유기금속화학에서처럼 {\displaystyle d} 오비탈이 결합에 참여하면 몇몇 경우 문제가 생긴다. 비록 혼성이 전이금속에 관한 화학에 사용될 순 있지만, 보통 정확하진 않다.
오비탈은 분자내 전자의 행동을 표현하는 모델임에 유의하자. 간단한 혼성의 경우, 이 근사는 수소의 원자 오비탈을 기준으로 근사한다. 혼성 오비탈은 이 원자 오비탈들이 서로 다른 비율로 섞여 만들어진다. 수소원자의 오비탈은 간단한 혼성의 경우, 이를 기술하기 위한 기저로 활용되는데 이는, 수소원자의 오비탈이 몇 안되는 슈뢰딩거 방정식의 완전 해석적 해이기 때문이다. 여기선 탄소나 질소, 산소와 같이 무거운 원자에서도 이 오비탈들이 상당히 변하지 않고 약간 바뀐다고 가정한다. 굳이 분자를 설명하기 위해 혼성을 도입할 필요는 없지만, 탄소, 질소, 산소 (넓게 황, 인까지)의 경우에는 혼성 이론을 도입하는 것이 분자를 설명하는 데 많은 도움을 준다.
혼성 이론은 주로 유기화학처럼 탄소, 질소, 산소 (넓게 황, 인까지)를 주로 다루는 화학 분야에서 유용하게 사용된다. 이에 대한 설명은 보통 메테인의 결합 구성을 보면서 많이 설명된다.

## 설명

### 전자촉진
탄소의 경우 기존의 원자가 결합이론에 의하면 두 개의 결합만을 형성해야 하나, 실제로는 메테인(CH4)와 같이 네 개의 결합까지 형성한다. 처음에는 {\displaystyle 2s} 오비탈의 전자 하나가 {\displaystyle 2p} 오비탈로 올라가는 전자 촉진을 이용해 설명하려 하였다. 이러한 에너지 준위 변화는 에너지적으로 불안정하나 결합이 형성됨으로써 생기는 안정성이 더 크기 때문에 일어날 수 있다. 그러나 전자 촉진은 메테인의 4개의 탄소--수소의 결합의 에너지가 모두 같은 이유를 설명하지 못했고, 이를 해결하기 위해 혼성 오비탈의 개념을 도입하게 되었다.
예시를 들자면 탄소의 전자배치는 {\displaystyle 1s^{2}\ 2s^{2}\ 2p^{2}}라고 표현 할 수 있는데 대한민국의 표기와는 다른 타국에서는 루이스 점자를 한 방위에 점 두개를 한 번에 같이 찍고 나머지 3개의 방위를 차례로 찍는다. 그렇기 때문에 외국 점자식으로 본다면 탄소는 2쌍의 전자 결합만 할 수 있는데 이를 해결하고자 혼성 궤도 이론을 적용하여 s오비탈에 존재하는 전자 하나를 {\displaystyle p} 오비탈로 보내 {\displaystyle 1s}: ↑↓ {\displaystyle 2s}: ↑↓ {\displaystyle 2p}:↑↑_ 로 표기하는 것을 {\displaystyle 1s}: ↑↓ {\displaystyle 2s}: ↑ {\displaystyle 2p}: ↑↑↑로 표기 가능하게 함으로써 탄소의 결합을 설명 가능하게 하는 것도 혼성 궤도의 전자 촉진의 예시 중의 하나라고 볼 수 있다.

### 혼성화
편재 전자 모형을 수정한 것으로서, 원자들이 분자를 형성할 때 특별한 원자 궤도함수를 사용한다는 관찰 결과를 설명해준다. 즉, “한 원자 내에서 서로 다른 에너지 준위를 가진 두 개 이상의 오비탈이 보강 간섭, 상쇄 간섭을 하면서 동일한 에너지 준위의 혼성화된 오비탈을 형성하고 그 혼성 오비탈에 다전자 원자의 전자 배치 원리에 따라 전자가 채워진다.” 라는 것을 설명하고 있다.
중심원자 주변이 특정한 기하학적인 환경에 놓임으로써 원래의 원자궤도함수의 전자분포 대신 원자궤도함수들의 혼성으로 나타나는 전자분포로서 주변원자들하고 결합하려 한다.
시그마 결합에 참여하는 전자는 수소를 제외하고 단순한 원자 오비탈이 아닌 혼성 오비탈이다. 혼성 오비탈의 종류를 알 수 있는 방법은 바로 SN(입체수, Steric Number)이다. SN은 ‘중심원자에 결합된 공유 전자쌍의 수 + 중심원자의 비공유전자쌍의 수’를 말하는데 SN을 통해 몇 개의 원자 오비탈이 혼성에 관여하였는지 알 수 있다. SN에서 계산되는 전자들 즉, 비공유 전자쌍과 시그마 결합에 참여하는 전자들은 중심원자를 기준으로 대략적으로 기하학적인 대칭을 이루기 때문에 여기서 아이디어를 얻으면 SN으로 계산되는 전자쌍들은 다른 원자오비탈이 아닌 모두 같은 종류의 오비탈이라는 것을 예측할 수 있다. 여기서 주의할 점은 SN에서 계산하는 전자쌍 중 공유결합에 관여하는 전자쌍은 시그마 결합을 한다는 것이다. 이중결합과 삼중결합에서 시그마 결합을 하지 않는 것은 오직 두 가지의 {\displaystyle p} 오비탈이 {\displaystyle \pi } 결합을 하는 경우이다.
SN에 따른 혼성 궤도의 종류는 다음과 같다.
| SN | 혼성 오비탈 수 | 중심 원자의 혼성                                             |
| -- | -------------- | ------------------------------------------------------------ |
| 2  | 2              | {\displaystyle sp}                                           |
| 3  | 3              | {\displaystyle sp^{2}}                                       |
| 4  | 4              | {\displaystyle sp^{3}}                                       |
| 5  | 5              | {\displaystyle sp^{3}d} 또는 {\displaystyle dsp^{3}}         |
| 6  | 6              | {\displaystyle sp^{3}d^{2}} 또는 {\displaystyle d^{2}sp^{3}} |

#### 1. sp 혼성 궤도함수의 형성

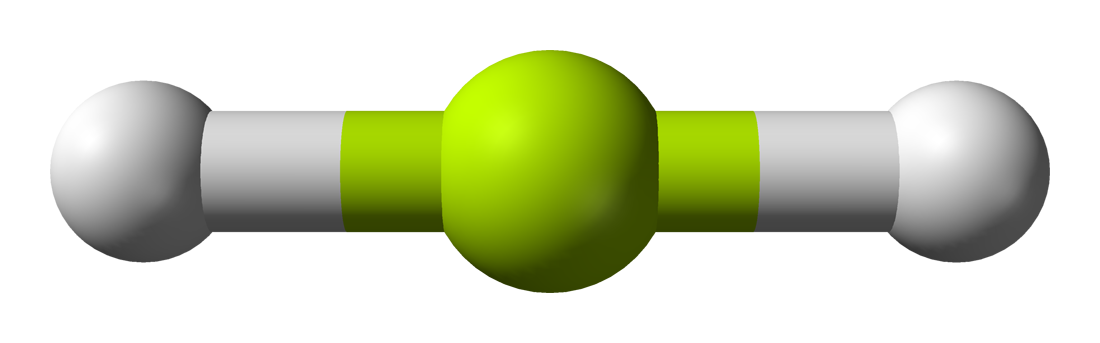
BeH2 분자 모형

sp 혼성 궤도함수

{\displaystyle {\ce {BeH2}}}는 4개의 원자가 전자를 가지는데, {\displaystyle {\ce {Be}}}원자로부터 2개, {\displaystyle {\ce {H}}}원자로부터 각각 1개씩 총 4개의 전자들이 루이스 도표에 나타난다. VSEPR이론에 따르면 입체수는 2이므로 분자는 선형으로 예측되며, 실제 실험으로 증명되었다.

그러나 중심원자는 {\displaystyle {\ce {Be}}}: {\displaystyle {\ce {1s^2 2s^2}}}바닥상태 전자배치를 가져 {\displaystyle {\ce {H}}}: {\displaystyle 1s}궤도함수들과 겹치는 홀전자가 없으므로 {\displaystyle {\ce {BeH2}}}는 존재할 수 없는 현상을 설명하기 위해,
원자가 전자들을 바닥 상태에서 높은 에너지에 있는 들뜬 상태로 촉진시킴으로써 결함을 위한 올바른 원자가를 가질 수 있다.
{\displaystyle {\ce {Be}}}: {\displaystyle 1s^{2}2s^{2}} → {\displaystyle {\ce {Be}}}: {\displaystyle 1s^{2}2s^{1}2p^{1}}
이후에 선형으로 분자를 형성하는 것을 설명하기 위해 {\displaystyle {\ce {Be}}}({\displaystyle 2s})와 {\displaystyle {\ce {Be}}}({\displaystyle 2p_{x}})궤도함수들을 혼성화하여 180° 방향으로 떨어진 두 개의 동등한 혼성 원자 궤도함수를 형성한다고 하면 실제 실험 결과와 일치한다.
좌표계의 {\displaystyle x}축이 {\displaystyle {\ce {H-Be-H}}}결합들을 따라 놓인것으로 정의하고 {\displaystyle {\ce {Be}}} 원자를 중심에 두면 아래와 같은 {\displaystyle sp} 혼성 궤도함수를 형성한다:
- {\displaystyle \psi _{1}={\frac {1}{\sqrt {2}}}\psi _{2s}+{\frac {1}{\sqrt {2}}}\psi _{2p_{x}}}
- {\displaystyle \psi _{2}={\frac {1}{\sqrt {2}}}\psi _{2s}-{\frac {1}{\sqrt {2}}}\psi _{2p_{x}}}

여기서 {\displaystyle {\frac {1}{\sqrt {2}}}}는 정규화 상수이다.

#### 2. sp^{2}혼성 궤도함수의 형성

Sp^{2} 혼성 궤도함수-평면삼각형

#### 3. sp^{3}혼성 궤도함수의 형성

Sp^{3}혼성 궤도함수-정사면체형

#### 2. sp2혼성 궤도함수의 형성
{\displaystyle {\ce {BF3}}}는 VSEPR 이론에 의해 세 개의 동등한 결합을 가진 평면삼각형 구조로 예측된다.
중심원자 {\displaystyle {\ce {B}}}: [{\displaystyle {\ce {He}}}]{\displaystyle 2s^{2}2p^{1}} 전자배치를 가지므로 {\displaystyle 2s} 오비탈의 전자 하나를 촉진시켜 충분한 원자가 전자를 가지게 한다.
{\displaystyle {\ce {B}}}: {\displaystyle 1s^{2}2s^{2}{2p_{x}}^{1}} → {\displaystyle {\ce {B}}}: {\displaystyle 1s^{2}2s^{1}{2p_{x}}^{1}{2p_{y}}^{1}}
{\displaystyle {\ce {B}}}의 {\displaystyle 2s}, {\displaystyle 2p_{x}}, {\displaystyle 2p_{y}} 궤도함수를 {\displaystyle 2p_{z}}를 {\displaystyle z}축으로 혼성화하면 아래와 같은 세 개의 {\displaystyle sp^{2}} 혼성 궤도함수가 형성되게 된다.
- {\displaystyle \psi _{1}=2\psi _{2s}+{\sqrt {1/2}}\psi _{2p_{x}}}
- {\displaystyle \psi _{2}=2\psi _{2s}+{\sqrt {3/2}}\psi _{2p_{x}}-{\sqrt {1/2}}\psi _{2p_{y}}}
- {\displaystyle \psi _{3}=2\psi _{2s}-{\sqrt {3/2}}\psi _{2p_{x}}-{\sqrt {1/2}}\psi _{2p_{y}}}

#### 3. sp3혼성 궤도함수의 형성
{\displaystyle {\ce {CH4}}}는 109.5°의 {\displaystyle {\ce {H-C-H}}}결합 각도를 가진다고 많은 실험 측정을 통해 알려져 있다. 이런 구조를 설명하기 위해,{\displaystyle {\ce {C}}}에 4개의 동등한 궤도함수들이 {\displaystyle {\ce {C}}} 원자를 중심으로 정사면체를 이루도록 해야 한다.

{\displaystyle {\ce {C}}}:(1s)2(2s)2(2px)1(2py)1→{\displaystyle {\ce {C}}}:(1s)2(2s)1(2px)1(2py)1(2pz)1
{\displaystyle {\ce {C}}} 의 2s 궤도함수와 3개의 2p 궤도함수를 혼성화 하여 네 개의 동등한 sp3혼성 궤도함수를 만들어 각각 정사면체의 꼭짓점을 향하도록 한다.
- {\displaystyle \psi _{1}={\frac {1}{2}}(\psi _{2s}+\psi _{2p_{x}}+\psi _{2p_{y}}+\psi _{2p_{z}})}
- {\displaystyle \psi _{2}={\frac {1}{2}}(\psi _{2s}+\psi _{2p_{x}}-\psi _{2p_{y}}-\psi _{2p_{z}})}
- {\displaystyle \psi _{3}={\frac {1}{2}}(\psi _{2s}-\psi _{2p_{x}}+\psi _{2p_{y}}-\psi _{2p_{z}})}
- {\displaystyle \psi _{4}={\frac {1}{2}}(\psi _{2s}-\psi _{2p_{x}}-\psi _{2p_{y}}+\psi _{2p_{z}})}

### sdx와spx표기
이 용어는 혼성 오비탈에서 각 오비탈이 차지하는 비중을 나타낸다. 예를 들어, 메탄에서 각 탄소-수소 결합을 형성하는 탄소의 오비탈은 25%의 S의 성질과 75%의 p 오비탈의 성질을 가져 sp3혼성 오비탈로 나타낸다.
동등한 혼성을 만들며 비공유전자쌍을 가지지 않는 원자는 오비탈의 숫자와 사용된 오비탈의 종류에 연관성이 있다. 따라서 메테인에서의 sp3혼성은 하나의 s 오비탈과 세 개의 p 오비탈로 이루어져 있다. 반면에 어떤 경우에는 그러한 연관성이 없을 수 있다. 예를 들어 두 혼성 오비탈을 형성하는 물에서의 산소는 sp3혼성 오비탈로 나타내지는데 이는 25%의 s 오비탈의 성질과 75%의 p 성질을 가졌다는 뜻이지만 혼성 오비탈이 하나의 s 오비탈과 세 개의 p 오비탈로부터 만들어졌다는 것은 아니다. 그러므로 p 오비탈의 기여는 정수값으로 제한되어 있는 것이 아니다.

### 모양 및 용어
혼성 궤도의 모양은 주 원자와 결합하는 원자 수와 관련이 있다. 참고하자면 첨부되어 있는 다음 표와 같다.
| 입체수(S.N.) | 구조               | 중심 원자의 혼성화 | 비공유 전자쌍 | 입체 구조 |
| ------------ | ------------------ | ------------------ | ------------- | --------- |
| 2            | 선형 180°          | sp                 | 0             |           |
| 3            | 삼각평면 120°      | sp2                | 0             |           |
|              | 굽은형 <120°       | sp2                | 1             |           |
| 4            | 정사면체 109.5°    | sp3                | 0             |           |
|              | 삼각뿔 <109.5°     | sp3                | 1             |           |
|              | 굽은형 <<109.5°    | sp3                | 2             |           |
| 5            | 삼각쌍뿔 120°, 90° | sp3d               | 0             |           |
|              | 시소형 <120°, <90° | sp3d               | 1             |           |
|              | T자형 <<90°        | sp3d               | 2             |           |
|              | 선형 180°          | sp3d               | 3             |           |
| 6            | 정팔면체 90°       | sp3d2              | 0             |           |
|              | 사각뿔 <90°        | sp3d2              | 1             |           |
|              | 평면사각형 90°     | sp3d2              | 2             |           |

| 분자 모양 | 다른 그룹                                                 | 전이 금속 그룹                                              |
| --------- | --------------------------------------------------------- | ----------------------------------------------------------- |
| AX2꼴     | Linear (결합 각도:180°) sp 혼성궤도 예시: CO2             | Bent (결합 각도:90°) sd 혼성 궤도 예시 VO2+                 |
| AX3꼴     | Trigonal planar (결합 각도: 120°) sp2 혼성 궤도 예시 BCl3 | Trigonal pyramidal (결합 각도: 90°) sd2 혼성 궤도 예시 CrO3 |
| AX4꼴     | Tetrahedral (결합 각도: 109.5°) sp3 혼성 궤도 예시 CCl4   | Tetrahedral (결합 각도: 109.5°) sd3 혼성 궤도 예시 MnO-4    |

## 예제
염화베릴륨 {\displaystyle {\ce {BeCl2}}}는 실제로 존재하는 화합물인데 원자 오비탈만으로는 결합을 설명하기 어렵다.
Be의 전자 배치는 짝을 짓지 않은 전자가 없어서 결합을 할 수 없다. 그러므로 Be이 결합을 하기 위해서는 2s전자가, 비어있는 2p 오비탈로 옮겨 가 짝짓지 않은 전자를 가진 상태로 되어야 한다. 그러나 이렇게 된 뒤 결합을 하더라도 그 결합 중 하나는 Be의 2s 오비탈과 염소의 3p 오비탈의 겹침에 의한 것이고 다른 하나는 Be의 2p 오비탈과 염소의 3p 오비탈의 겹침에 의한 결합이기 때문에 그 성질이 서로 달라야 한다. 그러나 실험적으로 이 두 결합의 성질은 같은 것으로 밝혀졌기 때문에 원자 오비탈로는 설명이 어렵다. 그런데 이 사실을 혼성 오비탈 형성으로 설명하면 모순을 해결할 수 있다.
Be의 혼성 오비탈은 다음과 같이 만들어진다. 먼저 바닥상태의 2s전자 하나가 2p 오비탈로 옮겨간다. 그리고 이 두 원자 오비탈이 혼합되어 새로운 두 개의 sp 혼성 오비탈을 만든다.
이렇게 만들어진 혼성 오비탈 각각은 그 모양이 같고 오비탈에 들어 있는 전자의 반발력이 최소가 되도록 직선형으로 배향된다. 이 오비탈에 염소의 3p 오비탈이 겹쳐져 결합을 형성하면 결합의 세기, 결합각 등의 실험적 사실을 모순없이 설명할 수 있게 된다.

## 같이 보기
- 원자 오비탈
- 분자 오비탈
- 그래핀
- 공유 결합